# Kanton Belley
Der Kanton Belley ist ein französischer Wahlkreis im Département Ain in der Region Auvergne-Rhône-Alpes. Er umfasst 33 Gemeinden im Arrondissement Belley, sein bureau centralisateur ist in Belley.

## Gemeinden
Der Kanton besteht aus 33 Gemeinden mit insgesamt 25.322 Einwohnern (Stand: 1. Januar 2022) auf einer Gesamtfläche von 341,24 km²:
| Gemeinde                    | Einwohner 1. Januar 2022 | Fläche km² | Dichte Einw./km² | Code INSEE | Postleitzahl |
| --------------------------- | ------------------------ | ---------- | ---------------- | ---------- | ------------ |
| Ambléon                     | 114                      | 5,88       | 19               | 01006      | 01300        |
| Andert-et-Condon            | 335                      | 6,94       | 48               | 01009      | 01300        |
| Arboys en Bugey             | 688                      | 22,49      | 31               | 01015      | 01300        |
| Belley                      | 9.270                    | 22,42      | 413              | 01034      | 01300        |
| Brégnier-Cordon             | 812                      | 11,00      | 74               | 01058      | 01300        |
| Brens                       | 1.117                    | 6,90       | 162              | 01061      | 01300        |
| Ceyzérieu                   | 1.028                    | 19,72      | 52               | 01073      | 01350        |
| Chazey-Bons                 | 1.165                    | 15,44      | 75               | 01098      | 01300        |
| Cheignieu-la-Balme          | 130                      | 6,26       | 21               | 01100      | 01510        |
| Colomieu                    | 164                      | 5,96       | 28               | 01110      | 01300        |
| Contrevoz                   | 489                      | 14,18      | 34               | 01116      | 01300        |
| Conzieu                     | 148                      | 7,20       | 21               | 01117      | 01300        |
| Cressin-Rochefort           | 384                      | 7,93       | 48               | 01133      | 01350        |
| Cuzieu                      | 423                      | 4,87       | 87               | 01141      | 01300        |
| Flaxieu                     | 64                       | 2,79       | 23               | 01162      | 01350        |
| Groslée-Saint-Benoit        | 1.232                    | 28,92      | 43               | 01338      | 01300        |
| Izieu                       | 223                      | 7,67       | 29               | 01193      | 01300        |
| La Burbanche                | 97                       | 10,82      | 9                | 01066      | 01510        |
| Lavours                     | 138                      | 6,30       | 22               | 01208      | 01350        |
| Magnieu                     | 651                      | 11,37      | 57               | 01227      | 01300        |
| Marignieu                   | 164                      | 3,55       | 46               | 01234      | 01300        |
| Massignieu-de-Rives         | 653                      | 9,52       | 69               | 01239      | 01300        |
| Murs-et-Gélignieux          | 239                      | 6,46       | 37               | 01268      | 01300        |
| Parves et Nattages          | 943                      | 15,86      | 59               | 01286      | 01300        |
| Peyrieu                     | 918                      | 14,13      | 65               | 01294      | 01300        |
| Pollieu                     | 167                      | 3,71       | 45               | 01302      | 01350        |
| Prémeyzel                   | 245                      | 7,63       | 32               | 01310      | 01300        |
| Rossillon                   | 164                      | 8,07       | 20               | 01329      | 01510        |
| Saint-Germain-les-Paroisses | 423                      | 16,27      | 26               | 01358      | 01300        |
| Saint-Martin-de-Bavel       | 431                      | 8,50       | 51               | 01372      | 01510        |
| Virieu-le-Grand             | 1.110                    | 12,55      | 88               | 01452      | 01510        |
| Virignin                    | 1.122                    | 7,88       | 142              | 01454      | 01300        |
| Vongnes                     | 71                       | 2,05       | 35               | 01456      | 01350        |
| Kanton Belley               | 25.322                   | 341,24     | 74               | 0104       | –            |

Bis zur Neuordnung bestand der Kanton Belley aus den 24 Gemeinden Ambléon, Andert-et-Condon, Arbignieu, Belley, Brégnier-Cordon, Brens, Chazey-Bons, Colomieu, Conzieu, Cressin-Rochefort, Izieu, Lavours, Magnieu, Massignieu-de-Rives, Murs-et-Gélignieux, Nattages, Parves, Peyrieu, Pollieu, Prémeyzel, Saint-Bois, Saint-Champ, Saint-Germain-les-Paroisses und Virignin. Sein Zuschnitt entsprach einer Fläche von 214,16 km2. Sein INSEE-Code (0104) änderte sich dabei nicht.

## Veränderungen im Gemeindebestand seit der 2016
2019:
- Fusion Magnieu und Saint-Champ → Magnieu

2017:
- Fusion Chazey-Bons und Pugieu → Chazey-Bons

2016:
- Fusion Arbignieu und Saint-Bois → Arboys en Bugey
- Fusion Saint-Benoît und Groslée (Kanton Lagnieu) → Groslée-Saint-Benoit
- Fusion Nattages und Parves → Parves et Nattages

## Einwohner
| Bevölkerungsentwicklung | Bevölkerungsentwicklung |
| Jahr                    | Einwohner               |
| ----------------------- | ----------------------- |
| 1962                    | 10.920                  |
| 1968                    | 12.497                  |
| 1975                    | 13.045                  |
| 1982                    | 14.165                  |
| 1990                    | 14.512                  |
| 1999                    | 15.488                  |
| 2006                    | 17.048                  |
| 2011                    | 18.505                  |

## Politik
| Vertreter im conseil général des Départements | Vertreter im conseil général des Départements | Vertreter im conseil général des Départements |
| Amtszeit                                      | Name                                          | Partei                                        |
| --------------------------------------------- | --------------------------------------------- | --------------------------------------------- |
| 1979–1985                                     | Jean Chabert                                  | -                                             |
| 1985–1988                                     | Charles Millon                                | UDF-PR                                        |
| 1988–1992                                     | Pierre Carroz                                 | PS                                            |
| 1992-1998                                     | Jean-Claude Travers                           | RPR                                           |
| 1998-2004                                     | Pierre Carroz                                 | DVG                                           |
| 2004–2011                                     | Jean-Claude Travers                           | UMP                                           |
| 2011–2015                                     | Jean-Marc Fognini                             | PS                                            |
| 2015–                                         | Jean-Yves Hedon Carène Tardy                  | UD                                            |